# Фінляндизація
Фінляндиза́ція (фін. suomettuminen, швед. finlandisering; також Фінляндський синдром, фр. le syndrome finlandais) — значні обмеження державної самостійності, які велика держава накладає на свого більш слабкого сусіда. Процес або стан примушення значною мірою орієнтуватися на інтереси сусідньої більш могутньої держави (наприклад, вимушений нейтралітет) і меншою мірою внутрішньої політики країни. Назва походить від характеру відносин між Фінляндією та СРСР після другої світової війни, протягом 1944—1989 років.
Поняття вперше використав у 1953 році міністр закордонних справ Австрії Карл Грубер.
У науковий та політичний обіг термін ввели в 1966 році професор політології Вільного Університету (Західного) Берліна Ріхард Левенталь та професор міжнародного права Вальтер Гальштайн під час дебатів щодо політики соціал-демократичних урядів В. Брандта та Г. Шмідта відносно стосунків ФРН з СРСР під час «холодної війни».
Пізніше термін почали застосовувати й до інших країн, що вимушено або з власної ініціативи проводять політику, вигідну потужнішим сусіднім державам, зокрема й щодо України.
У рашистській книзі неоєвразійста Олександра Дугіна Основи геополітики: Геополітичне майбутнє Росії сказано, що «максимальне завдання [майбутнього для Російської Федерації] — це „фінляндизація“ всієї Європи».

## «Фінляндизація» Фінляндії
Значна перевага в ресурсах і воєнній потузі спричинила перевагу СРСР під час Зимової війни (1939—1940) і радянсько-фінської війни (1941—1944).
10 лютого 1947 року в Парижі був підписаний мирний договір. За умовами Паризької мирної угоди 1947 року Фінляндія передавала під контроль СРСР території Петсамо, Салла та Карельський перешийок. Крім того, Фінляндія мала виплатити репарації у розмірі 300 млн доларів США, що мали бути погашені товарами (деревиною, папером, кораблями, харчовими продуктами). Аландські острови мали стати демілітаризованою зоною. Окремо був підписаний документ про обмеження Збройних Сил Фінляндії. СРСР орендував півострів Порккала біля Гельсінкі терміном на 50 років за ціною 50 млн фінських марок на рік (повернутий фінам у 1956 році).
Як стверджується у «Дослідженні результатів війни у Фінляндії», підготованим Бібліотекою конгресу США:
| Попри значні втрати, нанесені війною, Фінляндія змогла зберегти свою незалежність; однак, якби СРСР був зацікавлений у цьому, нема сумніву, що фінська незалежність була б знищена. Фінляндія вийшла з війни із розумінням цього факту й наміром побудувати нові та конструктивні відносини із СРСР[8] |
Відтак фінська зовнішня політика у післявоєнний час мусила враховувати інтереси Радянського Союзу: Фінляндія відмовилася від економічної допомоги США (План Маршалла) після Другої світової війни, а 6 квітня 1948 року підписано радянсько-фінський «Договір про дружбу, співробітництво і взаємодопомогу» (продовжений у 1955 р. на 20 років, і у 1970 — на 20 років).
Країна мала «особливі», дуже близькі відносини з СРСР — радянське партійне керівництво слідкувало, зокрема за призначеннями найвищих посадових осіб, тому всі найвищі посадовці Фінляндії мали бути лояльні до радянської політики. Країна зберегла незалежність, ринкову економіку, демократію та часткову свободу слова (хоча з бібліотек вилучали книги з «антирадянською пропагандою», країна не приймала біженців з СРСР, а тих, хто потрапляв на її територію — видавала Радянському Союзу), проте дотримувалася політики нейтралітету, не вступаючи ні до НАТО, ні до ЄЕС. Частка комуністичних країн у зовнішньоторговому обороті Фінляндії станом на 1970 рік становила 20 % (тоді як, наприклад, у ФРН цей відсоток був 6 %, в Австрії — бл. 12 %).
Провідниками політики «тісної дружби» з Радянським Союзом були президенти Фінляндії Юго Паасіківі та Урго Кекконен (останній перебував на посаді аж 4 терміни: 1956—1982 і за деякими даними співпрацював з радянськими спецслужбами). Тож в радянській літературі ця доктрина отримала назву «лінії Паасіківі-Кекконена», а термін «фінляндизація» відкидався як «утвір імперіалістичної пропаганди».
Після розвалу Радянського Союзу Фінляндія відновила політичну самостійність і, завдяки високому рівню життя та економіки, приєдналася у 1995 році до Європейського Союзу, а в 2023 році — вступила до НАТО.
Політика призвела, зокрема, до того, що Фінляндія залишалася нейтральною і не приєднувалася ані до НАТО, ані до Варшавського пакту. Навіть якщо термін використовувався знизувально і як попереджувальний приклад, багато вважають, що політика Фінляндії була дуже успішною, враховуючи обставини. Держави Східної та Центральної Європи, захоплені в ході війни, натомість опинилися під безпосереднім радянським впливом у межах Варшавського пакту і Комекону. Фінляндія все ж змогла вести відносно самостійну політику та уникнула прямого втручання з боку СРСР.

## Примара «фінляндизації» Західної Європи
Попри офіційну радянську риторику «дружби і співробітництва», у Західній Європі становище Фінляндії у її стосунках з СРСР сприймалося як упосліджене. Тому перспективи поширення цієї моделі на інші європейські країни сприймалися радше як загроза їхній незалежності. Саме в цьому, негативному контексті термін «фінляндизація» вживав Карл Грубер. Австрія також була нейтральною країною, «відновленою» за участі СРСР, і намагання Москви обмежити її суверенітет сприймалися як цілком реальні.
Так само актуальною проблема «фінляндизації» була й для післявоєнної Німеччини, розділеної за підсумками Другої світової війни. Радянське керівництво кілька разів пропонувало об'єднати країну на його умовах — як формально нейтральної держави, внутрішня політика якої, однак, перебувала б під зовнішнім контролем.
Дискусії про гіпотетичну «фінляндизацію Німеччини» знову пожвавилися з переходом до «нової східної політики» і відмовою ФРН від «доктрини Гальштейна». Втім, у 60-х роках XX сторіччя ці дискусії були радше елементом політичної боротьби всередині самої Федеративної Республіки.

## «Фінляндизація» в політичних дебатах у комуністичній Польщі
Якщо в Західній Європі фінський досвід сприймався радше негативно і термін «фінляндизація» став синонімом втрати реальної самостійності формально незалежними державами, то з іншого боку «залізної завіси» обмеження суверенітету здавалося багатьом не надто високою платою за збереження у Фінляндії демократії і ринкової економіки. Інтервенція до Чехословаччини у 1968 році стала наочною демонстрацією застосування Москвою «доктрини Брежнєва», яка фактично позбавляла держави комуністичного блоку залишків незалежності навіть у внутрішній політиці. Відтак антикомуністична опозиція в країнах Центральної Європи могла оперувати досвідом Фінляндії як своєрідною альтернативною версією «доктрини обмеженого суверенітету» — прикладом того, що лібералізація внутрішньої політики сусідніх з СРСР держав можлива і без виходу із радянської «сфери впливу».
Публічно про можливу «фінляндизацію» Польщі як бажану перспективу заявив в 1974 році Яцек Куронь. Проте його ідеї були сприйняті неоднозначно навіть у власне опозиційному польскому середовищі. Офіційна влада ПНР сприйняла «пропозиції» Куроня як «крамолу». Крапку в дебатах про «фінляндизацію» поставило запровадження в Польщі військового стану. А з поваленням комуністичної влади і розвалом Варшавського договору розмови про «фінляндизацію» Польщі та інших країн Центральної Європи втратили сенс — всі ці держави задекларували наміри приєднатися до НАТО.

## «Фінляндизація» і Україна
Не так сталось в Україні.
Міркування, подібні до ідей Куроня, у 80-ті роки набули популярності і в політичному середовищі тоді ще підрадянської України. Гасло нейтралітету, несумісного із перебуванням у складі Радянського Союзу, багатьом здавалося привабливою альтернативою збереженню СРСР у тій чи іншій формі. Ця концепція, що з часом отримала назву «доктрини Павличка» (за іменем голови комітету із закордонних справ Верховної Ради у 1990—1994 роках), лягла в основу Декларації про державний суверенітет України. Проте термін «фінляндизація», що мав на той час однозначно негативну конотацію, до неї не застосовували принаймні до 1995 р.
За президентства Леоніда Кучми концепція нейтралітету України значною мірою втратила популярність, поступившись в офіційній політиці спочатку «багатовекторності», а згодом і прагненню до євроатлантичної інтеграції (з приєднанням до НАТО як кінцевою метою). Заклики до «фінляндизації» України в 10-20 роках XXI сторіччі були підхоплені опонентами євроатлантичного курсу Києва і є суголосними вимогам російського керівництва щодо неприйнятності приєднання України до НАТО.
Агресія Росії супроти України (прихована «гібридна» 2014 р. і відкрита «де факто» війна 2022 р.) остаточно показала повне банкрутство, як абсолютно неспроможної організувати опір агресії, політики «Фінляндизації України» чи то пак «доктрини Павличка» …